# 时刻
在物理學和科學哲學中，時刻（英語：instant）指的是時間上的一個無窮小的間隔，其流逝是瞬時的。在日常用語中，時刻被定義為“一個點或非常短的時間間隔（space of time）”。
亞里斯多德在其《物理學》中闡述了時間的連續性及其無限可分性，並在其中闡述芝諾悖論。哲學家和數學家伯特蘭·羅素也尋求定義瞬間的確切性質。
截至2020年10月，規範測量中認證的最小時間間隔約為397介秒（397 × 10−21秒）。